# Municipio de Smith (condado de Posey)
El municipio de Smith (en inglés: Smith Township) es un municipio ubicado en el condado de Posey en el estado estadounidense de Indiana. En el año 2010 tenía una población de 1102 habitantes y una densidad poblacional de 20,04 personas por km².

## Geografía
El municipio de Smith se encuentra ubicado en las coordenadas 38°9′47″N 87°43′57″O / 38.16306, -87.73250. Según la Oficina del Censo de los Estados Unidos, el municipio tiene una superficie total de 55 km², de la cual 54,99 km² corresponden a tierra firme y (0,01 %) 0,01 km² es agua.

## Demografía
Según el censo de 2010, había 1102 personas residiendo en el municipio de Smith. La densidad de población era de 20,04 hab./km². De los 1102 habitantes, el municipio de Smith estaba compuesto por el 97,1 % blancos, el 0,64 % eran afroamericanos, el 0,09 % eran amerindios, el 0,09 % eran asiáticos, el 0,45 % eran de otras razas y el 1,63 % eran de una mezcla de razas. Del total de la población el 0,91 % eran hispanos o latinos de cualquier raza.